# Dromotrope

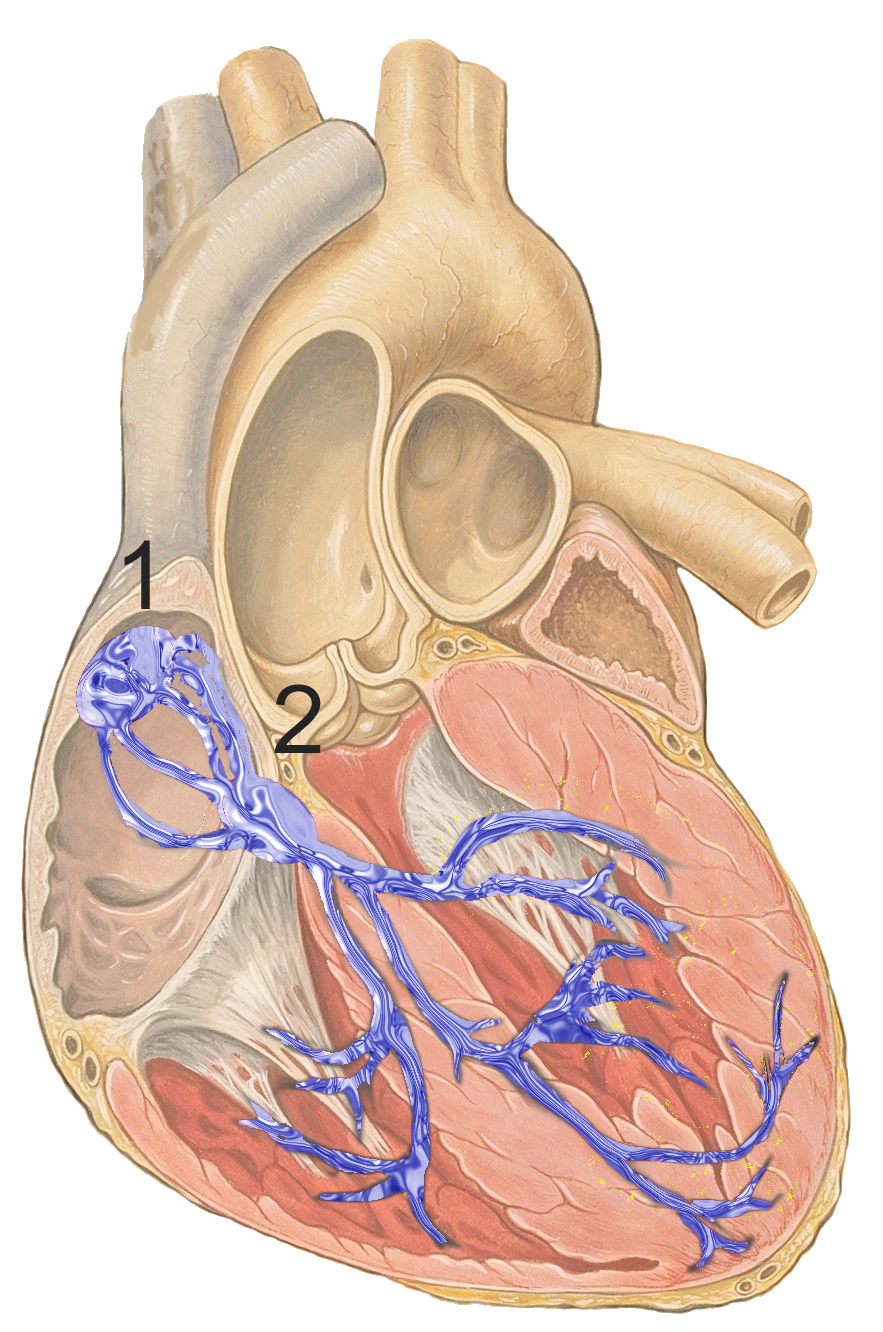
Système de conduction électrique du cœur.
1. nœud sinusal
2. nœud auriculo-ventriculaire

Le dromotropisme (du grec ancien δρόμος dromos : courir et τρόπος tropos : tourner, direction) est un terme relatif à la conductibilité de la fibre musculaire, et en particulier de la fibre musculaire cardiaque. La vitesse de conduction de l'influx nerveux des fibres musculaires myocardiques.
La dromotropie positive augmente la vitesse de conduction (par exemple, la stimulation par l'épinéphrine), la dromotropie négative la diminue (par exemple, la stimulation vagale).
Un médicament est un dromotrope négatif s'il diminue la conduction intra-cardiaque et dromotrope positif s'il l'augmente.

## Dromotropie positive
Une dromotropie positive signifie que la conduction est accélérée ; La raison en est une augmentation du courant sympathique via le canal calcique de type « L » , ce qui provoque une augmentation de la pente initiale du potentiel d'action. La dromotropie , l'inotropie (force de contraction) et la chronotropie (fréquence de contraction) du cœur sont augmentées via β 1 - et dans une moindre mesure également via les récepteurs β 2 -adrénergiques, et la lusitropie (vitesse de relaxation) est augmentée (ce qui contribue également à une augmentation du débit cardiaque),.

## Dromotropie négative
La dromotropie négative est un ralentissement de la conduction et est le résultat d' une activité parasympathique . L'acétylcholine provoque (exactement comme dans le nœud sinusal ) via les récepteurs muscariniques de l'ACh (M 2 ) couplés aux protéines « G » l'ouverture de canaux potassiques contrôlés par les récepteurs dont le courant I Kach contrecarre la dépolarisation. De cette manière, une forte stimulation vagale peut déclencher un bloc AV .